# عربة مجهزة للكراسي المتحركة

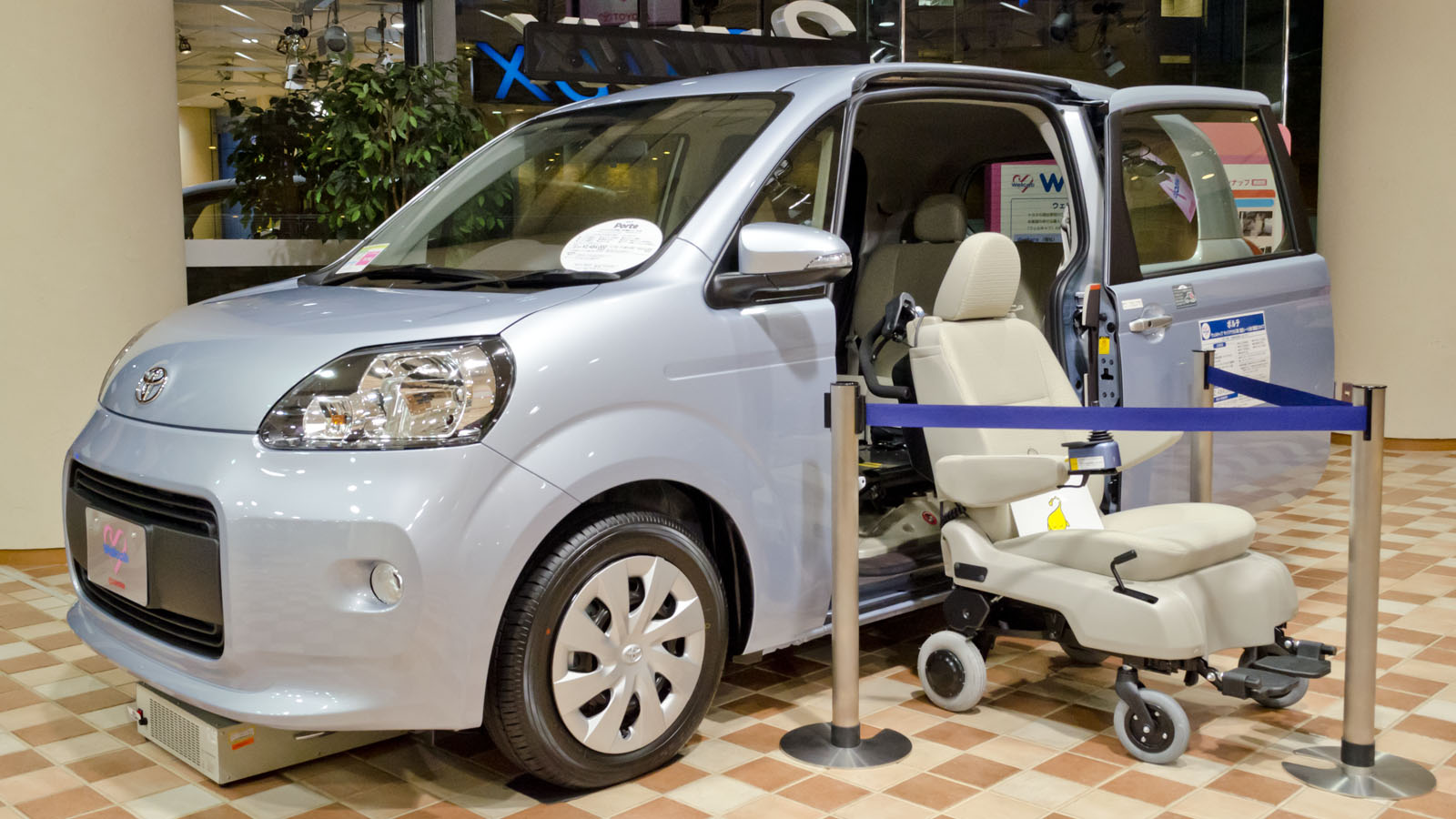
تويوتا بورت ويلكاب (2012)

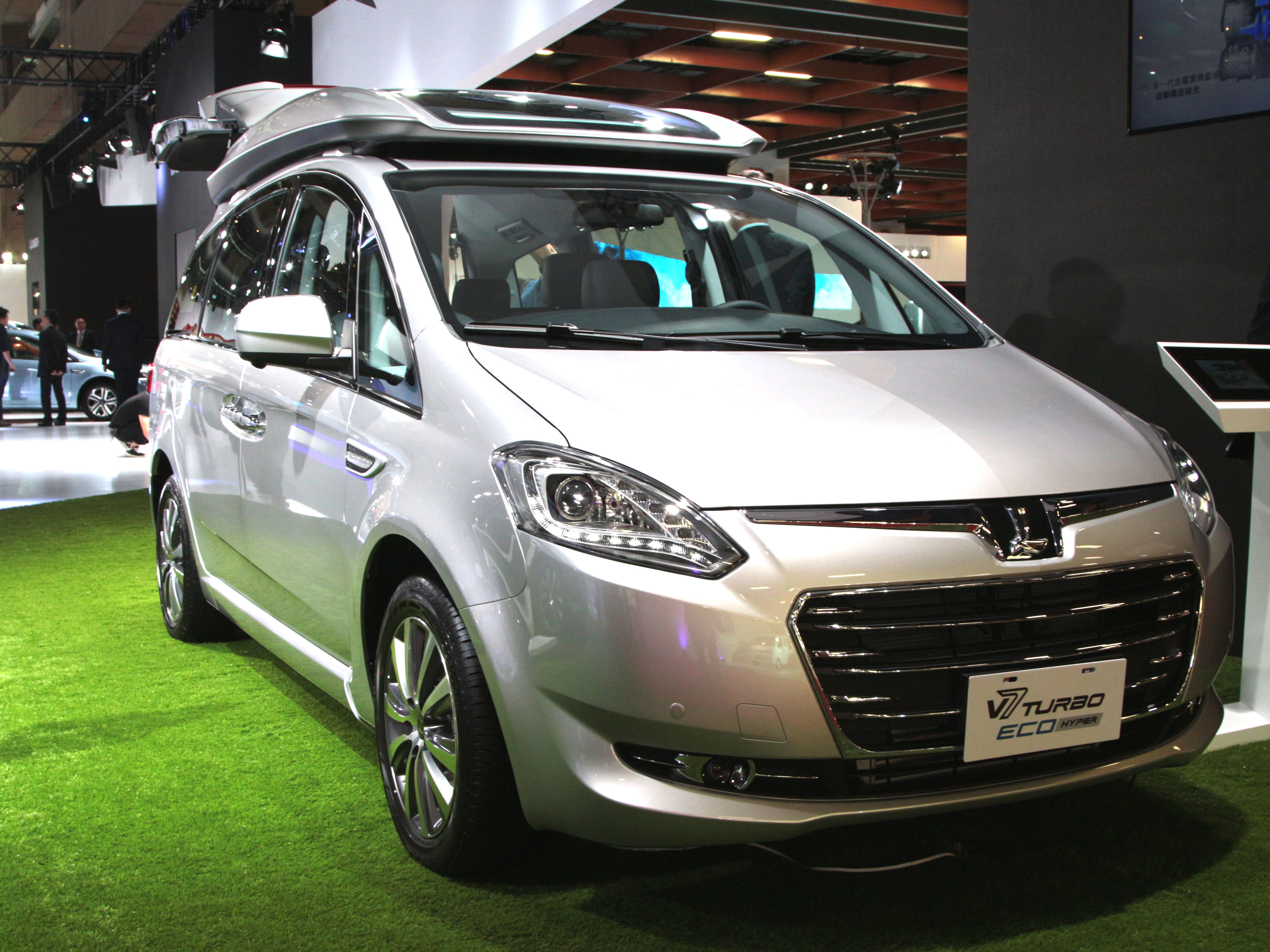
منظر أمامي لسيارة Luxgen V7

العربة المجهزة للكراسي المتحركة هي مركبة تم تعديلها عن طريق زيادة الحجم الداخلي للمركبة وتجهيزها بوسيلة لدخول الكرسي المتحرك، مثل منحدر الكرسي المتحرك أو رافعة كهربائية.

## التعديلات
تشمل عملية التحويل بشكل عام التعديلات التالية:
- خفض جزء من الأرضية: عادةً ما يتم خفض الجزء الخلفي من الأرضية بدءًا من المقاعد الخلفية وصولًا إلى الحاجز الأمامي.
- مقدار الخفض: في السيارات الميني فان، يتم خفض الأرضية عادةً بمقدار 10 إلى 14 بوصة لتحقيق إمكانية الدخول الجانبي، بينما يكون الخفض القياسي 10 بوصات للدخول الخلفي.
- متطلبات قانون الأمريكيين ذوي الإعاقة: يجب أن تلتزم العربة المعدلة بمواصفات محددة، مثل:
  - ارتفاع فتحة الباب 56 بوصة على الأقل.
  - عرض المنحدر 30 بوصة كحد أدنى، مع حواف بارتفاع 2 بوصة.
  - زاوية المنحدر بنسبة 6:1 (ارتفاع إلى طول).
- التحويل للدخول الخلفي: يُستخدم هذا النوع بكثرة في خدمات النقل الطبي غير الطارئ لأنه يوفر سهولة أكبر لنقل ركاب الكراسي المتحركة. ورغم أن قانون قانون الأمريكيين ذوي الإعاقة لا يشمل مركبات NEMT الخاصة، فإن العديد من الولايات تفرض لوائح تلزم هذه المركبات بالامتثال لمواصفات قانون الأمريكيين ذوي الإعاقة.[1]
- مواصفات العربات المعدلة للدخول الخلفي:
  - تُجهز عادةً بمنحدر يدوي متوافق مع قانون الأمريكيين ذوي الإعاقة.
  - تستوعب 99% من أنواع الكراسي المتحركة والسكوتر والأفراد.
- تعديل المقاعد:
  - في بعض الحالات، تكون المقاعد الأمامية قابلة للإزالة لوضع الكرسي المتحرك في مكان السائق أو الراكب الأمامي أو في منتصف المركبة.
  - تُزال المقاعد من الصف الثاني تمامًا لتوفير مساحة أرضية منخفضة تتيح للمستخدم الدوران والجلوس باتجاه الأمام.
- وسائل الدخول والخروج:
  - تُضاف إما منحدر، رافعة، أو مقعد دوار.
  - المقعد الدوار يُستخدم عادةً من قِبل الأشخاص ذوي القدرة المحدودة على الحركة الذين لا يستخدمون الكرسي المتحرك طوال الوقت.
- تعديل التعليق:
  - يُرفع تعليق الجزء الخلفي عادةً بنوابض أطول لتحمل الوزن الإضافي وزيادة ارتفاع المركبة عن الأرض، مما يعوض جزئيًا عن انخفاض الأرضية.
  - في المركبات عالية الجودة، يُرفع التعليق من جميع الزوايا للحفاظ على خصائص القيادة الأصلية.
- نظام الركوع الكهربائي:
  - يُضاف أحيانًا إلى التحويلات الجانبية لتقليل ميل المنحدر، لكنه ليس ضروريًا في جميع الحالات.
  - بعض الموديلات الحديثة تحافظ على ارتفاع الأرضية الأصلي ومواصفات قانون الأمريكيين ذوي الإعاقة دون الحاجة لهذا النظام.
  - يُنصح بهذا النظام عندما يكون المستخدم الأساسي لليد يقود المركبة بنفسه أو يحتاج لدخول وخروج متكرر يوميًا.
  - مركبات NEMT والتاكسيس المعدلة عادةً ما تكون مزودة بمنحدر يدوي دون نظام ركوع.
- تعديلات إضافية:
  - قد يتم تعديل خزان الوقود وخطوط الوقود، وإعادة توجيه خطوط الفرامل والعادم، وتوسيع ألواح الأبواب، وتعديل الأنظمة الكهربائية، وغير ذلك.
  - تعديلات الدخول الجانبي أكثر تعقيدًا مقارنةً بالدخول الخلفي.

### التصديق والسلامة:
- يجب أن تحصل المركبة على شهادة تثبت امتثالها لمتطلبات السلامة في البلد المستخدمة فيه.
- لا تفرض أي جهة حكومية إجراء اختبارات التصادم، لكن المصنعين الموثوقين يختبرون مركباتهم مع الإدارة الوطنية لسلامة المرور على الطرق السريعة للتأكد من مطابقتها لمعايير السلامة.[2]

### أنظمة تثبيت الكرسي المتحرك:
- تُضاف نقاط تثبيت لتأمين الكرسي المتحرك والراكب.
- يُستخدم نظام Q-Straint الرباعي بشكل شائع، أو نظام التثبيت الآلي مثل EZLock وQ-Straint، حيث يتم تثبيت الكرسي المتحرك بمشبك آمن.
- هذه الأنظمة مطلوبة للسائقين المستقلين من مستخدمي الكراسي المتحركة.
- يجب ربط جميع مستخدمي الكراسي المتحركة بأحزمة الأمان أثناء الحركة.

تحويل الحافلات أو الفانات الكبيرة:
- تعزيز الأرضية وإضافة طبقة حماية.
- تثبيت قضبان التثبيت على الأرضية أو الجدران.
- إضافة مقاعد وأنظمة تثبيت الكراسي المتحركة.
- تركيب منصة الرفع (جانبية، خلفية، أو تحت المركبة).
- تركيب النوافذ (في بعض الحالات).
- تنجيد وتشطيب الجزء الداخلي.

## تكوينات الإدخال
هناك نوعان من تكوينات الدخول: الدخول الجانبي والدخول الخلفي. يؤثر موقع الدخول على مواقع جلوس الكراسي المتحركة، وخيارات الوقوف، وإمكانية استيعاب ركاب آخرين، وتوافر التخزين.

### مدخل جانبي
تشمل مزايا تكوين الدخول الجانبي القدرة على القيادة من الكرسي المتحرك أو الجلوس في مقعد الراكب الأمامي في وضع الكرسي المتحرك أو السائق، والقدرة على الدخول والخروج من جانب الرصيف بعيدًا عن حركة المرور، ومساحة تخزين أكبر. أما عيوب هذا النمط فهي أنه يتطلب مكان وقوف سيارات مخصصًا لذوي الإعاقة أو مساحة إضافية لنشر المنحدر، وأن بعض الممرات ليست واسعة بما يكفي لاستيعاب المركبة. حوالي 65٪ من المركبات الشخصية المجهزة للكراسي المتحركة تستخدم تكوين الدخول الجانبي. يمكن لمركبات الدخول الجانبي استيعاب 5 ركاب كحد أقصى وغالبًا ما تكون محدودة بالحمولة القصوى الإجمالية بسبب الوزن الإضافي للتحويل، ولا يمكنها في الغالب استيعاب أكثر من 2-3 ركاب بناءً على الوزن الإجمالي.

### المدخل الخلفي
يمكن استخدام تكوين الدخول الخلفي في الحالات التي يكون فيها الشخص الجالس على الكرسي المتحرك راكبًا وليس سائقًا للمركبة. مركبات الدخول الخلفي أبسط بكثير، وأقل تكلفة بكثير، ولا تتطلب عمليًا أي صيانة إضافية. جودة القيادة والسير مشابهة جدًا لمركبة غير معدلة. كما أنها تناسب أي مرآب. من مزايا مركبات الدخول الخلفي أيضًا أنه – باستثناء مواقف السيارات المتوازية – لا تتطلب مساحة إضافية للمنحدر، ولا تُحجب الأبواب الجانبية للركاب. بالإضافة إلى ذلك، يمكن تركيب مقاعد وسطية بجانب مكان الكرسي المتحرك. وتشمل المزايا الأخرى ارتفاعًا أكبر عن الأرض ومساحة أكبر للكراسي المتحركة الطويلة و/أو مساند الأرجل. يقوم أحد المصنّعين بصنع منحدر خلفي بعرض 48 بوصة، وهو الأعرض في الصناعة ويمكنه استيعاب أي كرسي متحرك تقريبًا.
غالبًا ما يتم تحويل مركبات الدخول الخلفي من مركبات مستخدمة جيدة إلى تكوين "مستعملة/جديدة"، وهو أكثر توفيرًا ويضع المركبات المجهزة للكراسي المتحركة في متناول الكثيرين الذين لا يستطيعون تحمل تكلفتها خلاف ذلك. وهي مركبة "بداية" رائعة للمستهلكين الذين لم يقرروا بعد أي تكوين سيكون الأنسب لهم، كما أنها نقطة انطلاق جيدة لمن ينتقلون من ناقل للكرسي المتحرك إلى مركبة لم يعد يلزم فيها الانتقال من الكرسي.
تشمل قيود نمط الدخول الخلفي ضرورة الدخول والخروج من منطقة مرور، على الرغم من أنه لا يلزم مكان وقوف خاص. كما أن عدم القدرة على القيادة من الكرسي المتحرك و/أو وضع الكرسي المتحرك في مقعد الراكب الأمامي وقلة مساحة التخزين تعد من العيوب. تتوفر مركبات الدخول الخلفي بتكوينين: قصّة طويلة وقصيرة (أو قصّة سيارات الأجرة). تستوعب القصّة الطويلة كرسيين متحركين، بينما تستوعب القصّة القصيرة كرسيًا واحدًا. يمكن ترتيب المقاعد بحيث تستوعب مركبات الدخول الخلفي ما يصل إلى 6-8 ركاب.

## أنواع الوصول

### المنحدر
تُجرى تعديلات المنحدرات غالبًا على الشاحنات الصغيرة (ميني فان). ولتوفير إمكانية الوصول لمستخدم الكرسي المتحرك، يتم خفض أرضية المركبات ذات الدخول الجانبي بمقدار 8–12 بوصة (203–305 ملم). أما في تكوين الدخول الخلفي، فلا يتم خفض الأرضية بل يتم إزالتها واستبدالها بحوض مركب أو فولاذي.
تتوفر المنحدرات في نمطين: منحدرات قابلة للطي أو مدمجة داخل الأرضية، وفي وضعين للتشغيل: يدوي أو كهربائي. تنثني المنحدرات القابلة للطي إلى نصفين وتُخزن في وضع قائم بجوار باب الراكب الجانبي في تكوين الدخول الجانبي أو داخل أبواب الوصول الخلفية في تكوين الدخول الخلفي. توفر المنحدرات القابلة للطي زاوية انحدار أقل من المنحدرات المدمجة بالأرضية؛ ومع ذلك، في تكوينات الدخول الجانبي، تكون هذه المنحدرات عائقًا عند المدخل عندما تكون مخزنة. أما المنحدرات المدمجة بالأرضية فتنزلق إلى جيب أسفل أرضية المركبة وهي متاحة فقط لتكوينات الدخول الجانبي.
تتوفر المنحدرات القابلة للطي بنسخ يدوية أو كهربائية لكلا نوعي الدخول. وقد تحتوي التطبيقات القديمة أيضًا على "ميزة الركوع" التي تقلل زاوية المنحدر عن طريق ضغط نظام التعليق في جانب المنحدر من الشاحنة، أما الأنظمة الحديثة، فتستخدم هندسة معقدة تلغي الحاجة إلى ميزة الركوع للامتثال لمعايير قانون الأمريكيين ذوي الإعاقة، رغم أنها قد توفر نظام سحب قابل للطي كخيار يخفف من إجهاد تعليق المركبة.
من المزايا الأخرى لمنحدر الدخول الجانبي القابل للطي أنه يسمح للسائق مستخدم الكرسي المتحرك بالقيام بـ"إنقاذ ذاتي" في حال تعطل النظام، بحيث لا يبقى عالقًا داخل المركبة. كما أن نشر المنحدر على الرصيف أو فوق الحافة قد يكون ممكنًا فقط باستخدام منحدر قابل للطي لأنه يفتح إلى الخارج ويتجاوز الحافة. وفي المناخات شديدة الثلج، يبقى المنحدر داخل المركبة بعيدًا عن الطقس. أما العيب الثانوي لمنحدر الدخول الجانبي القابل للطي فهو أنه قد يحدث اهتزازات داخل المركبة. لكن المنحدرات الحديثة التي تعمل بصمامات كهربائية مع مشغلات على جانبي المنحدر تضبط نفسها تلقائيًا وتقضي على هذه المشكلة.
أما المزايا الرئيسية لمنحدر الدخول الجانبي المدمج بالأرضية فهي أن الركاب القادرين على المشي يمكنهم الدخول إلى المركبة من جانب الرصيف، وأن المنحدر يُخزن أسفل الأرضية. أما العيوب المحتملة فهي أن المنحدر لا يمكنه تجاوز الأرصفة العالية أو النشر فوقها، كما قد يتجمع الثلج والجليد في "درج" المنحدر؛ كما أن بعض الطرازات لا تتوافق مع معايير قانون الأمريكيين ذوي الإعاقة بسبب ارتفاع الحافة الجانبية للمنحدر، ولا يمكن إجراء "الإنقاذ الذاتي".
بالإضافة إلى ذلك، تتوفر منحدرات محمولة للاستخدام مع العديد من المركبات ولا تتطلب أي تعديل عليها. وتكلف المنحدرات المتنقلة أقل بكثير من حيث الشراء والصيانة. وبما أنها غير مثبتة بالمركبة، يمكن استخدامها أيضًا لتطبيقات وصول أخرى.
الشاحنات الصغيرة (ميني فان) الأكثر تعديلًا:
- دودج غراند كارافان وكرايسلر تاون آند كانتري: كانت أكثر المركبات المعدلة شيوعًا نظرًا لتكلفتها ومدة إنتاجها الطويلة ونجاح هيكلها. ومن المتوقع أن يستمر تعديلها في سوق "المستعملة/الجديدة" لسنوات قادمة.
- كرايسلر باسيفيكا وخليفتها تاون آند كانتري والموديل الأقل سعرًا فوييجر: هذه الموديلات متاحة حاليًا ومن المتوقع أن تحل محل غراند كارافان من حيث الحجم والمكانة في سوق تحويل المركبات لاستخدام الكراسي المتحركة.
- تويوتا سيينا: تُعد ثاني أكثر الهيكليات تعديلًا. من المتوقع أن تحصل على تحديثات كبيرة في السنوات القادمة لكنها ستحتفظ بمكانتها في السوق مع عدة خيارات لتكوين التحويلات.
- هوندا أوديسي: تأتي في المرتبة الثالثة بفارق كبير من حيث الحصة السوقية. وهي متاحة من عدة شركات تحويل بنظام دخول جانبي مع منحدر مدمج بالأرضية، ويعتبرها البعض أكثر الهيكليات "رفاهية" من بين المركبات المعدلة لاستخدام الكراسي المتحركة.
- الشاحنات كبيرة الحجم: تهيمن رام بروماستر على السوق بفضل مساحتها الداخلية الكبيرة، وسعتها، ونظام الدفع الأمامي، وقدرتها على التعامل مع الكراسي المتحركة بجميع أحجامها.

كما توفر بعض الشركات نسخًا مجهزة للكراسي المتحركة من مركباتها المتوقفة عن الإنتاج، كما فعلت لكسجين مع طراز M7.

## مصاعد المنصات
الشاحنات كبيرة الحجم:
تتطلب هذه المركبات وجود مصاعد على شكل منصة يمكن رفعها وخفضها من داخل المركبة إلى الأرض خارجها. وهناك العديد من أنواع المصاعد المتوفرة في السوق: المصاعد بذراع واحد، والمصاعد بذراعين، والمصاعد أسفل المركبة.
تُعتبر المصاعد بذراعين والمصاعد أسفل الهيكل الأنسب للمركبات الكبيرة مثل الحافلات الصغيرة أو الحافلات المستخدمة للنقل العام. تتميز هذه المصاعد بمنصة أكبر وسعة حمولة أعلى، ما يجعلها مناسبة حتى للكراسي المتحركة الكهربائية الثقيلة مع ركاب يزيد وزنهم عن 600 رطل (حوالي 272 كغ).
أما المصعد بذراع واحدة فيُفضل للاستخدام الخاص لأنه يناسب المركبات الأصغر حجمًا. كما أنه أخف وأصغر من الأنواع الأخرى ويوفر رؤية واضحة عند تثبيته في مؤخرة السيارة. بالإضافة إلى ذلك، فإن المصاعد بذراع واحدة تُفضل للتركيب على الأبواب الجانبية لأنها أنحف من المصاعد ذات الذراعين.

## أنواع أخرى
تُدمج مصاعد الرافعة مع مقاعد تدور وتنخفض إلى الأرض لتوفير إمكانية وصول الكراسي المتحركة إلى بعض أنواع المركبات.
تقدم بعض الشركات خيار "مقعد التحويل"، حيث يتحرك مقعد السائق أو الراكب الأمامي على سكة باتجاه موقع الكرسي المتحرك، مما يتيح لمستخدم الكرسي المتحرك الانتقال إلى المقعد الأمامي الأصلي ثم إعادة المقعد إلى موقعه الأصلي. يُعد هذا التحويل بسيطًا للغاية ولا يتضمن الهندسة المعقدة أو الأنظمة الإلكترونية الموجودة عادة في تحويلات الدخول الجانبي. ونتيجة لذلك، فإن هذه التحويلات مناسبة جدًا للتطبيقات التجارية أو ذات الاستخدام المكثف مثل سيارات الأجرة، وسيارات الإسعاف غير الطارئة، وخدمات النقل المخصص لذوي الإعاقة، ودور الرعاية، وخدمات النقل بالحجز. كما أنها مثالية للمناطق الجغرافية التي تكون مركباتها عرضة للتآكل بسبب استخدام الأملاح والكلوريد على الطرق السريعة خلال مواسم الشتاء.

## روابط خارجية
- موقع الوكالة الوطنية للسلامة المرورية على الطرق السريعة
- موقع رابطة تجار التنقل الوطني